# Powiat Weststernberg

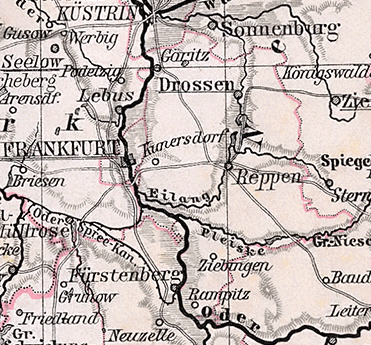
Powiat w 1905

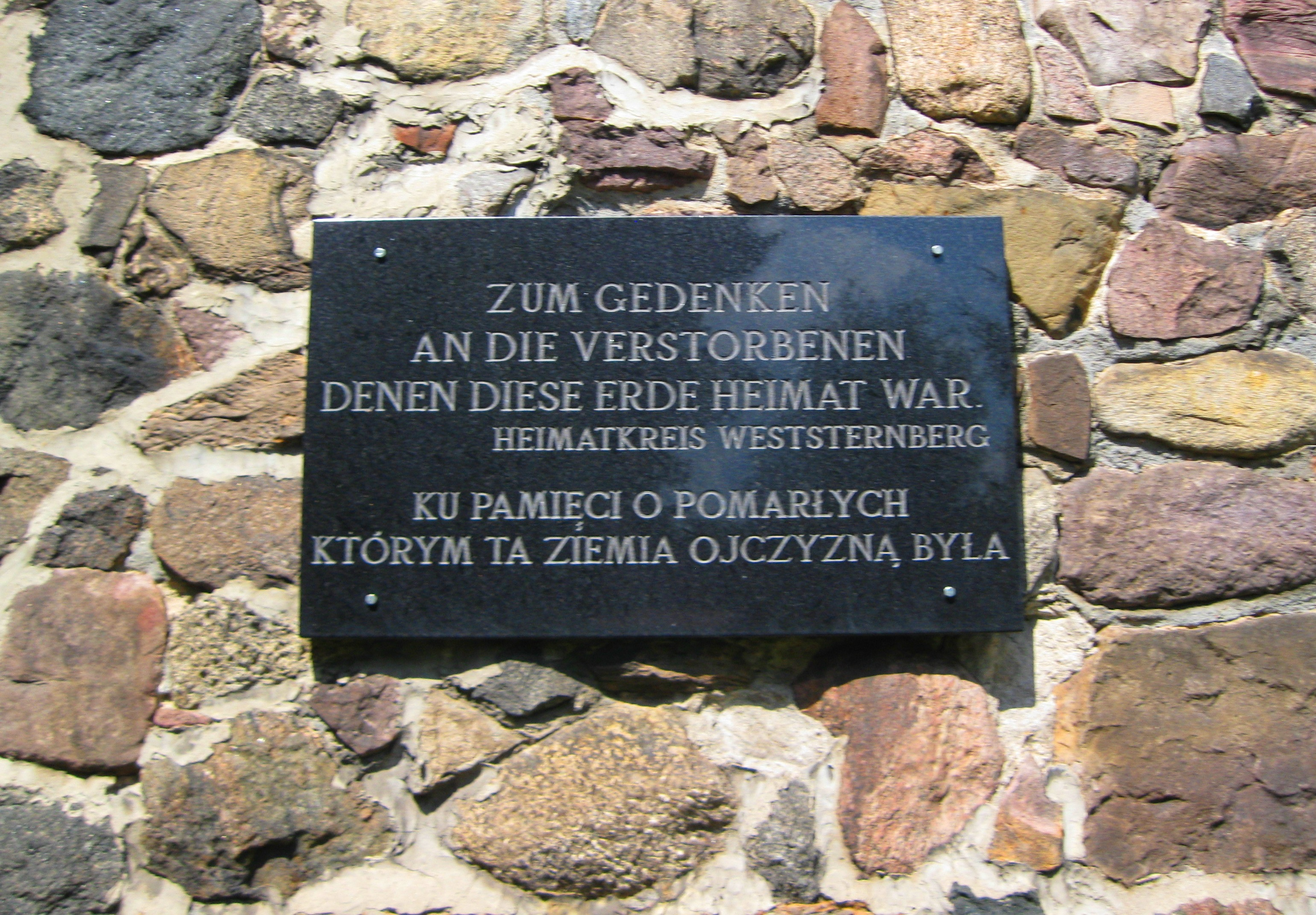
Tablica upamiętniająca pomarłych mieszkańców dawnego powiatu

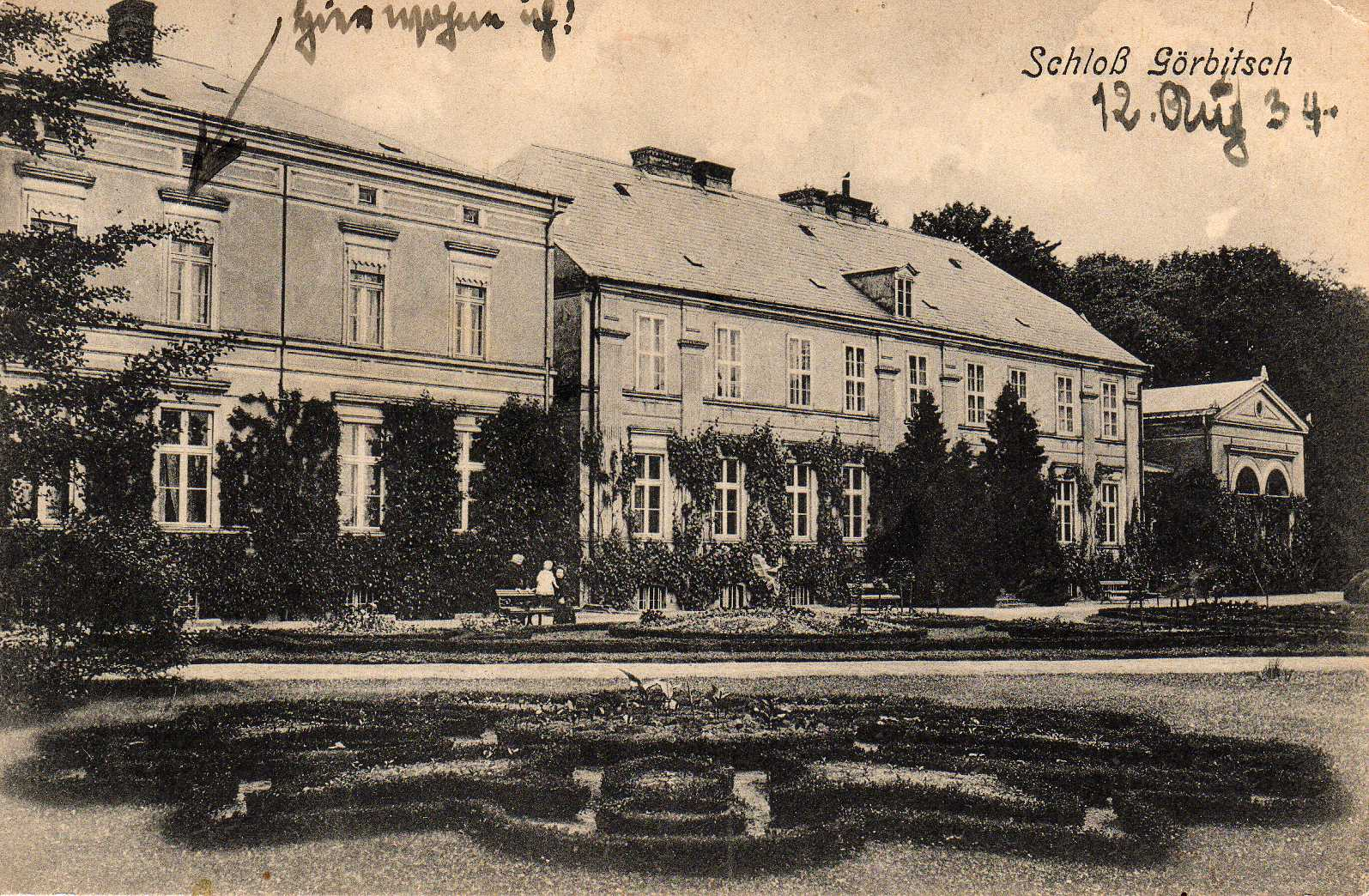
Zamek w Garbiczu (1934)

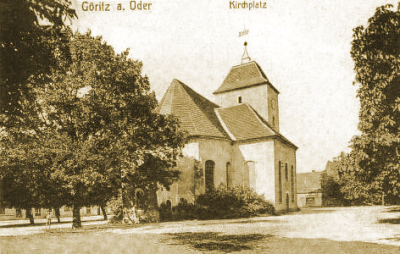
Plac Kościelny w Górzycy

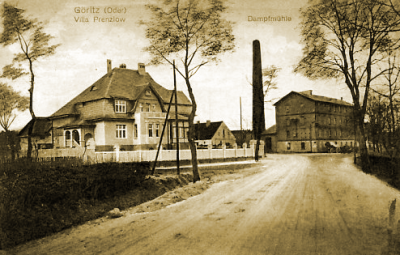
Górzyca

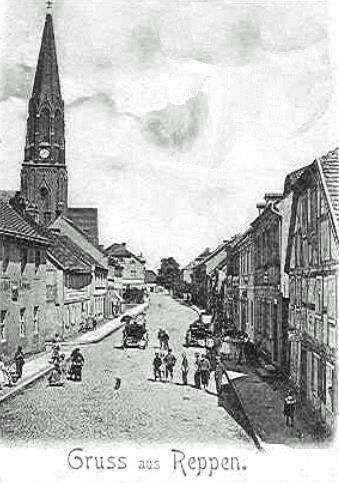
Rynek i kościół w Rzepinie (ok. 1900)

Powiat Weststernberg (niem. Landkreis Weststernberg, Kreis West-Sternberg; pol. powiat zachodniotorzymski) – były powiat w pruskiej rejencji frankfurckiej w prowincji Brandenburgia. Istniał jako prusko-niemiecki powiat w latach 1873–1945. Jego poprzednik powiat Sternberg istniał w latach 1816–1873. Teren dawnego powiatu leży obecnie Polsce, w województwie lubuskim oraz w Niemczech w kraju związkowym Brandenburgia, w powiatach Oder-Spree oraz Märkisch-Oderland.
1 stycznia 1945 powiat Weststernberg obejmował:
- 3 miasta: Ośno Lubuskie (Drossen), Górzyca (Göritz (Oder)) i Rzepin (Reppen);
- 63 inne gminy, z których tylko Cybinka (Ziebingen) miała więcej niż 2.000 mieszkańców;
- 1 majątek junkierski (Forsten).

W sumie powiat Weststernberg obejmował 1.135,73 km² powierzchni. Jego stolicą był Reppen.

## Po 1945
W 1945 roku powiat Weststernberg z siedzibą w Rzepinie przypadł głównie Polsce; przekształcono go w polski powiat rzepiński, który wszedł w skład woj. poznańskiego (1946). Jedynie niewielki prawobrzeżny (od Odry) fragment powiatu naprzeciw Górzycy pozostał w Niemczech.

## Gminy i ich mieszkańcy (1910)
| - Aurith (Urad) – 1.197 - Balkow (Białków) – 645 - Balkow, Gutsbezirk – 123 - Beelitz – 130 - Beelitz, Gutsbezirk – 106 - Bergen – 150 - Bergen, Gutsbezirk – 62 - Biberteich – 188 - Biberteich, Gutsbezirk – 81 - Bischofsee (Stare Biskupice) – 111 - Bischofsee, Gutsbezirk – 61 - Bottschow (Boczów) – 431 - Bottschow, Gutsbezirk – 123 - Buchholz – 143 - Buchholz, Gutsbezirk – 84 - Döbbernitz – 260 - Döbbernitz, Gutsbezirk – 41 - Drenzig (Drzeńsko) – 463 - Drenzig, Gutsbezirk - Drossen (Ośno Lubuskie) – 5.006 - Frauendorf – 518 - Frauendorf, Gutsbezirk – 74 - Friedrichswille (Starościn) – 81 - Friedrichswille, Gutsbezirk – 572 - Gohlitz (Golice) – 536 - Görbitsch (Garbicz) – 200 - Görbitsch, Gutsbezirk – 172 - Göritz (Oder) (Górzyca) – 2.040 - Göritz (Oder), Gutsbezirk – 96 - Gräden – 156 - Gräden, Gutsbezirk – 56 - Grimnitz – 671 - Grimnitz, Gutsbezirk - Groß Gandern – 628 - Groß Gandern, Gutsbezirk – 150 - Groß Lübbichow (Lubiechnia Wielka) – 305 - Groß Rade – 365 - Grunow – 234 - Hildesheim – 107 - Hildesheim, Gutsbezirk – 38 - Klauswalde – 152 - Klauswalde, Gutsbezirk – 61 - Klein Gandern – 122 - Klein Gandern, Gutsbezirk – 80 - Klein Kirschbaum – 151 - Klein Kirschbaum, Gutsbezirk – 83 - Klein Lübbichow (Lubiechnia Mała) – 134 - Klein Rade – 323 - Kloppitz – 543 - Kohlow (Kowalów) – 326 - Kohlow, Gutsbezirk – 205 - Kräsem – 201 - Kunersdorf (Kunowice) – 922 | - Kunersdorf, Forstgutsbezirk – 94 - Kunitz (Kunice) – 890 - Laubow – 311 - Lässig – 320 - Leichholz (Drzewce) – 486 - Leichholz, Gutsbezirk – 113 - Leissow (Lisów) – 319 - Lieben (Lubień) – 133 - Lieben, Gutsbezirk – 272 - Matschdorf (Maczków) – 344 - Matschdorf, Gutsbezirk – 51 - Melschnitz (Mielesznica) – 209 - Neuendorf (Gajec) – 202 - Neuendorf, Gutsbezirk – 99 - Ötscher (Owczary) – 262 - Pinnow (Pniów) – 227 - Pinnow, Gutsbezirk – 177 - Polenzig (Połęcko) – 362 - Polenzigerbruch, Gutsbezirk – 57 - Radach – 471 - Radach, Gutsbezirk – 200 - Rampitz (Rąpice) – 1.150 - Rampitz, Domäne, Gutsbezirk – 53 - Rampitz, Forstgutsbezirk – 14 - Reichenwalde – 390 - Reichenwalde, Gutsbezirk – 226 - Reipzig (Rybocice) – 876 - Reppen (Rzepin) – 4.530 - Reppen, Oberförsterei, Gutsbezirk – 461 - Sandow (Sądów) – 694 - Sandow, Gutsbezirk – 408 - Säpzig – 1.051 - Schmagorei (Smogóry) – 365 - Schmagorei, Gutsbezirk – 207 - Schwetig (Świecko) – 596 - Seefeld (Sienno) – 316 - Spudlow (Spudłów) – 303 - Stenzig – 306 - Storkow (Starków) – 294 - Tornow (Tarnawa Rzepińska) – 199 - Tornow, Gutsbezirk – 37 - Trettin (Drzecin) – 561 - Tschernow (Czarnów) – 1.224 - Wildenhagen (Lubin) – 248 - Wildenhagen, Gutsbezirk – 210 - Zerbow (Serbów) – 181 - Zerbow, Gutsbezirk – 68 - Ziebingen (Cybinka) – 1.994 - Ziebingen, Gutsbezirk – 1.133 - Zohlow – 345 - Zohlow, Gutsbezirk – 36 - Zweinert |

## Ludność
- 1871: 43 439
- 1890: 45 004, z tego 331 katolików i 134 żydów
- 1885: 45 533
- 1900: 44 028, z tego 43 149 ewangelików i 589 katolików
- 1910: 44 027, z tego 42 922 ewangelików i 882 katolików
- 1933: 45 831, z tego 44 469 ewangelików, 1069 katolików i 67 żydów
- 1939: 45 381, z tego 42 619 ewangelików, 1285 katolików i 18 żydów

## Instytucje i urzędy

### Landraci (przewodniczący powiatu)
- 1872–1874: Nickisch von Roseneck (komisarycznie)
- 1874–1900: Carl Bernhard Bohtz (1837–1900)
- 1900–1917: Reinhold Finck von Finckenstein (1858–1922)
- 1917–1933: Hans Rieck
- 1933–1933: Heinrich Grimm (w zastępstwie)
- 1933–1945: Erich Schmidt

### Inne
Właściwy miejscowo urząd Skarbowy znajdował się w Ośnie.
Na terenie powiatu były 2 sądy rejonowe (Amtsgerichte): w Ośnie i Rzepinie. Sądem wyższej instancji był dla nich Landgericht we Frankfurcie nad Odrą, zaś dla tego – Kammergericht w Berlinie.
Właściwe biskupstwa katolickie znajdowały się w Berlinie i we Wrocławiu.

## Wybory do Reichstagu w 1933
Wyniki do Reichstagu 5 marca 1933 na terenie powiatu Weststernberg:
- Nationalsozialistische Deutsche Arbeiterpartei (NSDAP): 15.869
- Sozialdemokratische Partei Deutschlands (SPD): 4.315
- Kommunistische Partei Deutschlands (KPD): 3.250
- Deutschnationale Volkspartei (DNVP): 2.869
- Christlich-Sozialer Volksdienst (CSVD): 157
- Deutsche Zentrumspartei (Zentrum): 146
- Deutsche Volkspartei (DVP): 95
- Deutsche Demokratische Partei (DDP): 78

W sumie oddano 26.779 ważnych głosów.

## Zmiany nazw miejscowości
W II połowie lat 30. wiele nazw miejscowości w III Rzeszy ulegało zmianie na bardziej germańskie. Wśród nich znalazły się 3 miejscowości powiatu Weststernberg:
- Czarnów: Tschernow, od 1937 Schernow
- Lisów: Leissow, od 1938 Leißow
- Smogóry: Schmagorei, od 1937 Treuhofen